# Az utolsó gyémántrablás
Az utolsó gyémántrablás (eredeti cím: After the Sunset) egy 2004-es krimivígjáték, főszereplője Pierce Brosnan, Max Burdett mestertolvajt szerepében, aki macska-egér játékba kényszerül Stan Lloyd FBI-ügynökkel, akit Woody Harrelson alakít.

## Szereplők
| Szereplő     | Színész         | Magyar hang         |
| ------------ | --------------- | ------------------- |
| Max Burdett  | Pierce Brosnan  | Kautzky Armand      |
| Lola Cirillo | Salma Hayek     | Gubás Gabi          |
| Stan Lloyd   | Woody Harrelson | Stohl András        |
| Henri Mooré  | Don Cheadle     | Kálloy Molnár Péter |
| Sophie       | Naomie Harris   | Ónodi Eszter        |

## Történet
Max Burdett, a világklasszis gyémánttolvaj megfúj egy ritka ékkövet Stan Lloyd Szövetségi Nyomozóiroda-ügynök orra előtt szeretője, Lola segítségével. Miután eltűnnek a helyszínről, úgy döntenek, visszavonulnak egy trópusi szigetre, és ott töltik el életük hátralevő részét.
Néhány hónap elteltével feltűnik a színen Lloyd ügynök, s megvádolja Burdettet, hogy ugyanazt a helyet választotta, ahol egy luxushajó horgonyoz, fedélzetén egy különleges gyémánttal. Annak ellenére, hogy ártatlanságát bizonygatja és első osztályú szállást szerez Llyodnak, megmutatván, ilyen élet mellett nincs szüksége holmi drágakövekre, Max kíváncsisága és kalandvágya úrrá lesz rajta, s érdeklődni kezd a hajó iránt. Ám nem elég, hogy Lola gyanítja, ismét rablásra készül, még a helyi nagyfőnök, Henri Mooré is ráakaszkodik, s nyomást gyakorol Maxre, hogy lopja el neki a gyémántot. A férfinek el kell döntenie, mi mennyit ér számára: kockára teszi-e kapcsolatát a nővel, akit szeret, hogy végrehajtsa az utolsó gyémántrablást – miközben Henri és Stan mindkét szeme is őt figyeli.

## Érdekességek
- Eredetileg John Stockwell rendezte volna a filmet, de 2003 nyarán elhagyta a produkciót.
- Egyes jelenetek forgatásakor olyan hűvös volt az idő a parton, hogy a színészek lehelete látható volt.
- A filmet 60 nap alatt vették fel.
- A halászatról visszatérve, amin a cápát fogták, Max és Lloyd ugyanazt a dal énekli részegen, mint Quint, Hooper és Brody a Cápában.
- A kosármeccs-jelenetben feltűnik Edward Norton a nézők között, csakúgy, mint a rendező, Brett Ratner nagyszülei.
- Noha nem feltétlenül látszik rajta, a filmhez több mint 150 speciális effektus-felvétel készült.
- Max karórája egy svájci Panerai Luminor óra.